# Hans-Gert Pöttering
Hans-Gert Pöttering (muitas vezes escrito como Poettering) nasceu a  15 de Setembro de 1945 em Bersenbrück, Baixa Saxónia. É um político conservador alemão (CDU), e foi presidente do Parlamento Europeu entre Janeiro de 2007 e Julho de 2009.

## Educação
Estudou direito, ciência política e história na Universidade de Bona, na Universidade de Genebra, na Graduate Institute of International Studies, em Genebra e na Universidade Colúmbia, em Nova Iorque. Ele teve o seu primeiro exame em estado de jurisprudência, em 1973, formando-se doutor.

## Carreira política
Ele tem sido um membro do Parlamento Europeu desde 1979, apenas um dos 14 membros do Parlamento Europeu, que têm servido continuamente desde as primeiras eleições.
De 1984 a 1994 foi presidente da Subcomissão da Segurança e da Defesa. De 1994 a 1996, presidiu o grupo de trabalho sobre a Conferência Intergovernamental do Grupo do Partido Popular Europeu (PPE) e Grupo PPE-DE, os resultados do que tornou-se a posição oficial EPP para o Tratado de Amesterdão.
Em 1994 ele tornou-se vice-presidente do PPE, e de 1999 a 2007 ele foi o presidente do Grupo do PPE-DE no Parlamento Europeu. Ele estava no topo dos candidatos da CDU nas eleições europeias de 2004. Ele também é membro da Comissão Executiva (Präsidium) da CDU.

### Presidente do Parlamento Europeu
Como parte de um acordo com o grupo socialista, ficou acordado que ele teria sucesso Josep Borrell Fontelles como Presidente do Parlamento Europeu, na segunda parte do presente mandato, o que ele fez em 2007. Ele foi eleito com 450 dos 689 votos válidos, e derrotou a italiana Verde Monica Frassoni, euro céptico dinamarquês Jens-Peter Bonde e o comunista francês Francis Wurtz.

## Plataforma
Pöttering é conhecido como um entusiasta federalista europeu e um aliado de Angela Merkel. Ele afirmou que a sua prioridade será a rejuvenescer a Constituição Europeia. 
Prémios 
Pöttering recebeu a Medalha Schuman, o Grande da Ordem de Mérito da República Federal da Alemanha, o Grão Decoração da República da Áustria e do Mérito Europeu.

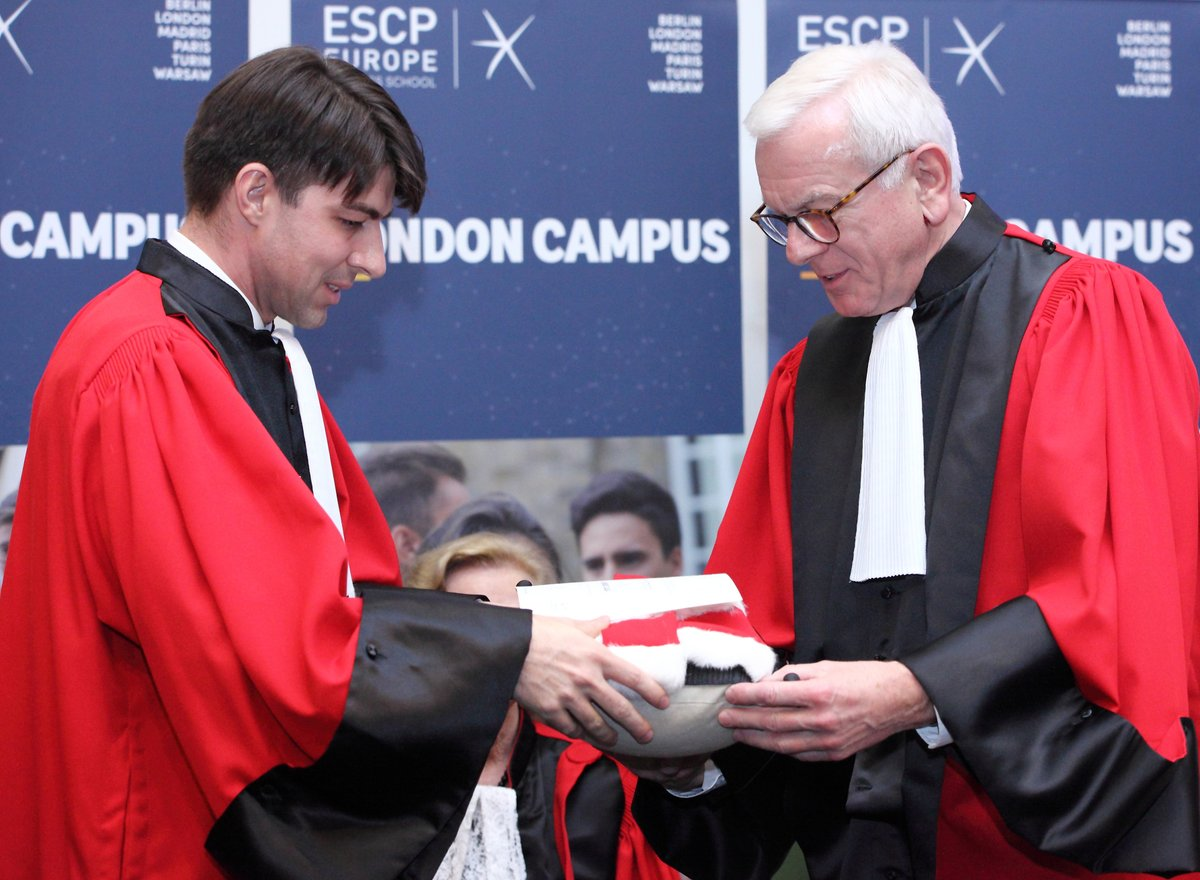
Doutorado Honorário concedido a Hans-Gert Pöttering por Andreas Kaplan, ESCP Business School

## Vida privada
Pöttering vive em Bad Iburg perto de Osnabrück. É católico romano e tem dois filhos:  Johannes e Benedict.

## Obras
- Adenauers Sicherheitspolitik 1955 - 1963. Ein Beitrag zum deutsch-amerikanischen Verhältnis, Droste Verlag 1975, ISBN 3770004124;
- Europas Vereinigte Staaten, Interfrom Edition 2000 sob o ISBN 3720152375, com Ludger Kühnhardt;
- Weltpartner Europäische Union, Edição Interfrom 2001 sob o ISBN 3720152529, com Ludger Kühnhardt;
- Kontinent Europa. Kern, Übergänge, Grenzen, Edition Interfrom 2002, ISBN 3720152766, com Ludger Kühnhardt;
- Von der Vision zur Wirklichkeit. Auf dem Weg zur Einigung Europas, Bouvier 2004, ISBN 3416030532.